# Carolina Marín
Carolina Marín (ur. 15 czerwca 1993 w Huelvie) – hiszpańska badmintonistka, mistrzyni olimpijska z Rio de Janeiro w 2016, trzykrotna mistrzyni świata i czterokrotna Europy. Występuje w grze pojedynczej.
Uczestniczyła na trzech letnich igrzyskach olimpijskich. Najlepiej wypadła w Rio de Janeiro w 2016 roku, gdzie zdobyła złoty medal, pokonując w finale Pusarla Venkata Sindhu. Cztery lata wcześniej w Londynie nie zdołała awansować do fazy pucharowej. W 2024 roku na igrzyskach w Paryżu w singlu zajęła czwarte miejsce, doznając kontuzji w półfinale.

## Występy na igrzyskach olimpijskich
Letnie Igrzyska Olimpijskie 2012
| Runda        | Przeciwnik     | Wynik          |
| ------------ | -------------- | -------------- |
| Faza grupowa | Li Xuerui      | P 13–21, 11–21 |
| Faza grupowa | Claudia Rivero | W 21–17, 21–7  |

Letnie Igrzyska Olimpijskie 2016
| Runda        | Przeciwnik             | Wynik                 |
| ------------ | ---------------------- | --------------------- |
| Faza grupowa | Nanna Vainio           | W 21–6, 21–4          |
| Faza grupowa | Line Kjærsfeldt        | W 21–16, 21–13        |
| 1/8 finału   | Wolny los              | Wolny los             |
| Ćwierćfinał  | Sung Ji-hyun           | W 21–12, 21–16        |
| Półfinał     | Li Xuerui              | W 21–14, 21–16        |
| Finał        | Pusarla Venkata Sindhu | W 19–21, 21–12, 21–15 |